# Chambre de commerce et d'industrie Seine Estuaire
La chambre de commerce et d'industrie Seine Estuaire est l'une des cinq chambres de commerce et d'industrie de la région Normandie, créées le 1er janvier 2016 par le décret 2015-1642 du 11 décembre 2015 par regroupement des chambres de commerce et d'industrie du Havre, de Fécamp - Bolbec et du pays d'Auge.
Elle fait partie de la chambre de commerce et d'industrie de région Normandie.

## Présidents
| Identité                       | Période          | Période | Durée |
| Identité                       | Début            | Fin     | Durée |
| ------------------------------ | ---------------- | ------- | ----- |
| Léa Lassarat (née en 1971)     | 2016             | 2021    | 5 ans |
| Yves Lefebvre (d) (né en 1958) | 25 novembre 2021 |         |       |

## Pour approfondir